# EchoPrime
EchoPrime je zpoplatněný internetový deník postavený na autorech časopisu Týdeník Echo a serveru Echo24.cz. Za projektem stojí Dalibor Balšínek. 
Vznik projektu provázela kampaň na crowdfundingovém portálu Hithit.com, kde se během tří dnů podařilo získat požadovaných 750 tisíc korun. Kampaň však nakonec vybrala 1 572 677 Kč a EchoPrime se tak zapsal jako projekt, který nejrychleji získal částku 1 000 000 Kč na portálu Hithit.com a doposud patří mezi nejúspěšnější projekty této platformy. Podle samotného zakladatele Dalibora Balšínka je EchoPrime reakcí na současnou stupiditu klikání a informačního balastu v podobě reklam.